# Sunia
Sunia is een bestuurslaag in het regentschap Majalengka van de provincie West-Java, Indonesië. Sunia telt 2960 inwoners (volkstelling 2010).